# سانت‌آجاتا دل بیانکو
سانت‌آجاتا دل بیانکو (به ایتالیایی: Sant'Agata del Bianco) یک کومونه در ایتالیا است که در استان رجو کالابریا واقع شده‌است. سانت‌آجاتا دل بیانکو ۱۸٫۹ کیلومتر مربع مساحت و ۶۹۸ نفر جمعیت دارد و ۴۳۶ متر بالاتر از سطح دریا واقع شده‌است.